# Béla Orczy

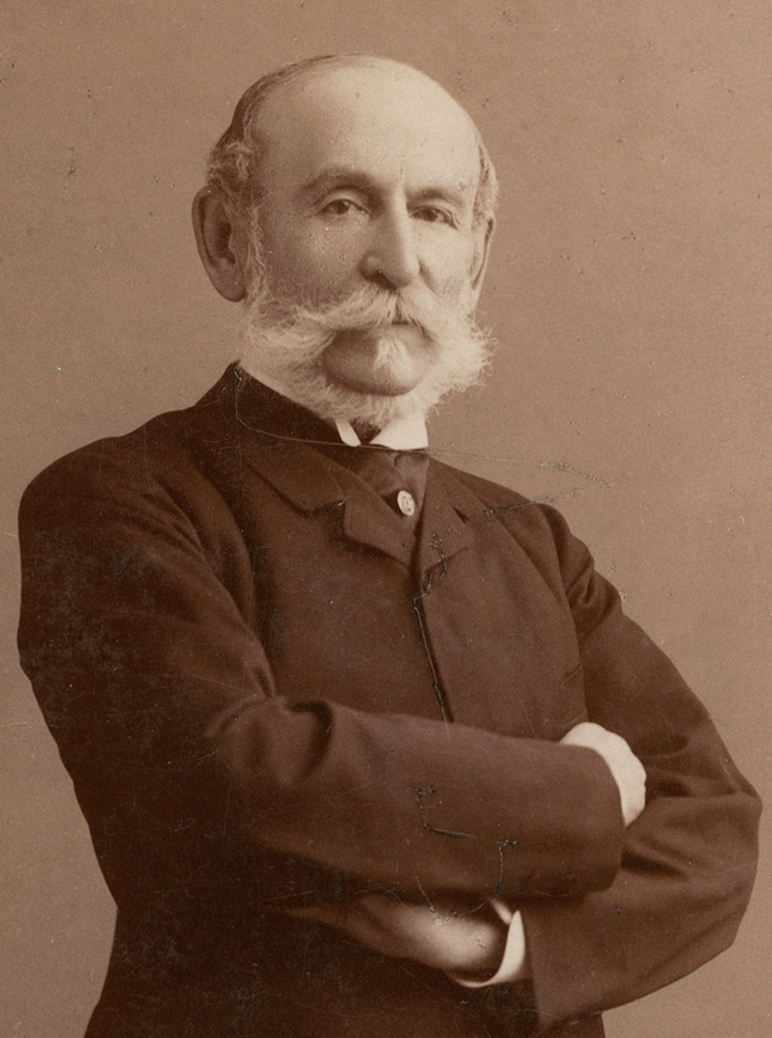
Béla Orczy, um 1885

Béla (Adalbert) Baron Orczy von Orczi (* 16. Januar 1822 in Pest; † 7. Februar 1917 in Wien) war ein ungarischer Jurist, Politiker, Minister und Landesrichter.

## Leben
Orczy wurde als Sohn von Georg Freiherr Orczy von Orczi und Elisabeth Gräfin Berényi in Pest (heute Teil von Budapest) geboren. Er studierte Geisteswissenschaften und Jura, die er 1838 und 1841 mit Doktortitel beendete. Im gleichen Jahr wurde er Unternotar des Komitats Pest-Pilis-Solt, und wenig später auch des Komitats Bács-Bodrog und Obernotar des Komitats Heves. 1846 wurde er zum Geheimrat ernannt und wurde Kämmerer von Palatin Joseph. 1847 erlangte er einen Sitz im Magnatenhaus, dem Oberhaus des ungarischen Landtags. Im Ungarischen Unabhängigkeitskrieg 1848/49 diente er als Hauptmann und wurde im Süden Ungarns eingesetzt. Nach dem Krieg lebte er einige Jahre zurückgezogen auf seinen Gütern in Újszász und beschäftigte sich mit deren Verwaltung, mit Kunst und Literatur. Von 1865 bis 1868 war er für den Wahlkreis Abony Abgeordneter in den Landtags (ab 1867 Reichstag). Ab 1868 war er Sektionschef im Innenministerium, und von 1879 bis 1890 Minister am Allerhöchsten Hoflager im Kabinett von Kálmán Tisza. Im Zeitraum 1882 bis 1884 war er zudem Landesverteidigungsminister, 1886 Minister für öffentliche Arbeit und Communication und von 1887 bis 1889 Innenminister Ungarns. Von 1895 bis zu seinem Tod war er Landesrichter (Országbíró bzw. iudex curiae regiae) von Ungarn. 